# Coppa del Mondo di salto con gli sci 2004
La Coppa del Mondo di salto con gli sci 2004, venticinquesima edizione della manifestazione organizzata dalla Federazione Internazionale Sci, ebbe inizio il 28 novembre 2003 a Kuusamo, in Finlandia, e si concluse il 14 marzo 2004 a Oslo, in Norvegia. Furono disputate 23 delle 28 gare individuali previste, tutte maschili, in 19 differenti località: 22 su trampolino lungo, 1 su trampolino per il volo (nessuna su trampolino normale). Furono inserite nel calendario 2 gare a squadre, valide ai fini della classifica per nazioni.
Nel corso della stagione si tennero a Planica i Campionati mondiali di volo con gli sci 2004, non validi ai fini della Coppa del Mondo, il cui calendario contemplò dunque un'interruzione nel mese di febbraio.
Il finlandese Janne Ahonen si aggiudicò la coppa di cristallo, il trofeo assegnato al vincitore della classifica generale; il norvegese Sigurd Pettersen vinse il Torneo dei quattro trampolini, il suo connazionale Roar Ljøkelsøy il Nordic Tournament. Adam Małysz era il detentore uscente della Coppa generale, Ahonen del Torneo.

## Risultati
| Data                          | Località               | Nazione     | Trampolino                | Spec. | Primo                                                                           | Secondo                                                           | Terzo                                                              |
| ----------------------------- | ---------------------- | ----------- | ------------------------- | ----- | ------------------------------------------------------------------------------- | ----------------------------------------------------------------- | ------------------------------------------------------------------ |
| 28 novembre 2003              | Kuusamo                | Finlandia   | Rukatunturi K120          | LH    | Matti Hautamäki                                                                 | Adam Małysz                                                       | Veli-Matti Lindström                                               |
| 28 novembre 2003              | Kuusamo                | Finlandia   | Rukatunturi K120          | LH    | Sigurd Pettersen                                                                | Adam Małysz                                                       | Veli-Matti Lindström                                               |
| 6 dicembre 2003               | Trondheim              | Norvegia    | Granåsen K120             | LH    | Roar Ljøkelsøy                                                                  | Janne Ahonen                                                      | Maximilian Mechler                                                 |
| 7 dicembre 2003               | Trondheim              | Norvegia    | Granåsen K120             | LH    | annullata                                                                       | annullata                                                         | annullata                                                          |
| 13 dicembre 2003              | Titisee-Neustadt       | Germania    | Hochfirst K120            | LH    | annullata                                                                       | annullata                                                         | annullata                                                          |
| 14 dicembre 2003              | Titisee-Neustadt       | Germania    | Hochfirst K120            | LH    | Tami Kiuru                                                                      | Andreas Widhölzl                                                  | Janne Ahonen                                                       |
| 20 dicembre 2003              | Engelberg              | Svizzera    | Gross-Titlis-Schanze K125 | LH    | Roar Ljøkelsøy                                                                  | Janne Ahonen                                                      | Martin Höllwarth                                                   |
| 21 dicembre 2003              | Engelberg              | Svizzera    | Gross-Titlis-Schanze K125 | LH    | annullata                                                                       | annullata                                                         | annullata                                                          |
| Torneo dei quattro trampolini |                        |             |                           |       |                                                                                 |                                                                   |                                                                    |
| 29 dicembre 2003              | Oberstdorf             | Germania    | Schattenberg K120         | LH    | Sigurd Pettersen                                                                | Thomas Morgenstern                                                | Martin Höllwarth                                                   |
| 1º gennaio 2004               | Garmisch-Partenkirchen | Germania    | Große Olympiaschanze K115 | LH    | Sigurd Pettersen                                                                | Martin Höllwarth                                                  | Georg Späth                                                        |
| 4 gennaio 2004                | Innsbruck              | Austria     | Bergisel K120             | LH    | Peter Žonta                                                                     | Veli-Matti Lindström                                              | Janne Ahonen                                                       |
| 6 gennaio 2004                | Bischofshofen          | Austria     | Paul Ausserleitner K125   | LH    | Sigurd Pettersen                                                                | Peter Žonta                                                       | Janne Ahonen                                                       |
| 10 gennaio 2004               | Liberec                | Rep. Ceca   | Ještěd K120               | LH    | Janne Ahonen                                                                    | Thomas Morgenstern                                                | Martin Höllwarth                                                   |
| 11 gennaio 2004               | Liberec                | Rep. Ceca   | Ještěd K120               | LH    | Janne Ahonen                                                                    | Bjørn Einar Romøren                                               | Andreas Küttel                                                     |
| 17 gennaio 2004               | Zakopane               | Polonia     | Wielka Krokiew K120       | LH    | Michael Uhrmann                                                                 | Adam Małysz                                                       | Bjørn Einar Romøren                                                |
| 18 gennaio 2004               | Zakopane               | Polonia     | Wielka Krokiew K120       | LH    | Martin Höllwarth                                                                | Adam Małysz                                                       | Roar Ljøkelsøy                                                     |
| 23 gennaio 2004               | Hakuba                 | Giappone    | Hakuba K120               | LH    | Matti Hautamäki                                                                 | Janne Ahonen                                                      | Bjørn Einar Romøren                                                |
| 24 gennaio 2004               | Sapporo                | Giappone    | Ōkurayama K120            | LH    | Roar Ljøkelsøy                                                                  | Janne Ahonen                                                      | Martin Höllwarth                                                   |
| 25 gennaio 2004               | Sapporo                | Giappone    | Ōkurayama K120            | LH    | Roar Ljøkelsøy                                                                  | Noriaki Kasai                                                     | Janne Ahonen Sigurd Pettersen                                      |
| 7 febbraio 2004               | Oberstdorf             | Germania    | Heini Klopfer K185        | FH    | Roar Ljøkelsøy                                                                  | Janne Ahonen                                                      | Noriaki Kasai                                                      |
| 8 febbraio 2004               | Oberstdorf             | Germania    | Heini Klopfer K185        | FH    | annullata                                                                       | annullata                                                         | annullata                                                          |
| 14 febbraio 2004              | Willingen              | Germania    | Mühlenkopf K130           | LH    | Janne Ahonen                                                                    | Georg Späth                                                       | Roar Ljøkelsøy                                                     |
| 15 febbraio 2004              | Willingen              | Germania    | Mühlenkopf K130           | TL    | Norvegia Tommy Ingebrigtsen Sigurd Pettersen Bjørn Einar Romøren Roar Ljøkelsøy | Finlandia Tami Kiuru Matti Hautamäki Jussi Hautamäki Janne Ahonen | Germania Michael Uhrmann Martin Schmitt Alexander Herr Georg Späth |
| 28 febbraio 2004              | Park City              | Stati Uniti | Utah Olympic Park K120    | LH    | Noriaki Kasai                                                                   | Simon Ammann                                                      | Tommy Ingebrigtsen                                                 |
| 29 febbraio 2004              | Park City              | Stati Uniti | Utah Olympic Park K120    | LH    | annullata                                                                       | annullata                                                         | annullata                                                          |
| 6 marzo 2004                  | Lahti                  | Finlandia   | Salpausselkä K116         | TL    | Norvegia Bjørn Einar Romøren Sigurd Pettersen Tommy Ingebrigtsen Roar Ljøkelsøy | Finlandia Tami Kiuru Akseli Kokkonen Matti Hautamäki Janne Ahonen | Giappone Akira Higashi Daiki Itō Hideharu Miyahira Noriaki Kasai   |
| Nordic Tournament             |                        |             |                           |       |                                                                                 |                                                                   |                                                                    |
| 7 marzo 2004                  | Lahti                  | Finlandia   | Salpausselkä K116         | LH    | Bjørn Einar Romøren                                                             | Roar Ljøkelsøy                                                    | Janne Ahonen                                                       |
| 10 marzo 2004                 | Kuopio                 | Finlandia   | Puijo K120                | LH    | Bjørn Einar Romøren                                                             | Roar Ljøkelsøy                                                    | Alexander Herr                                                     |
| 12 marzo 2004                 | Lillehammer            | Norvegia    | Lysgårdsbakken K120       | LH    | Roar Ljøkelsøy                                                                  | Simon Ammann Bjørn Einar Romøren                                  |                                                                    |
| 14 marzo 2004                 | Oslo                   | Norvegia    | Holmenkollen K115         | LH    | Roar Ljøkelsøy                                                                  | Simon Ammann                                                      | Bjørn Einar Romøren                                                |

Legenda:

LH = trampolino lungo

FH = volo con gli sci

TL = gara a squadre

## Classifiche

### Generale

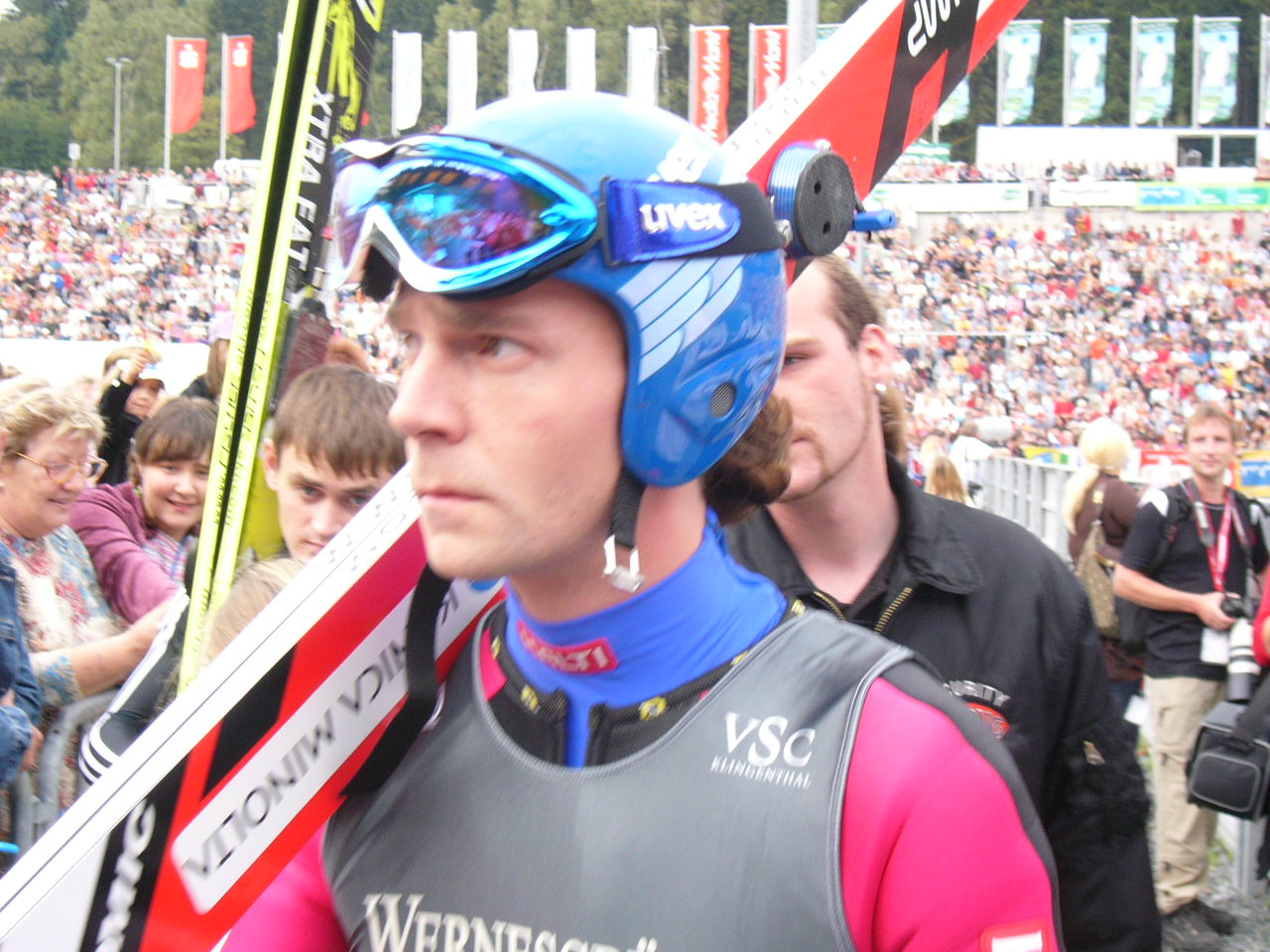
Janne Ahonen

| Pos. | Nome                | Nazione   | Punti |
| ---- | ------------------- | --------- | ----- |
| 1    | Janne Ahonen        | Finlandia | 1316  |
| 2    | Roar Ljøkelsøy      | Norvegia  | 1306  |
| 3    | Bjørn Einar Romøren | Norvegia  | 825   |
| 4    | Sigurd Pettersen    | Norvegia  | 787   |
| 5    | Martin Höllwarth    | Austria   | 731   |
| 6    | Thomas Morgenstern  | Austria   | 696   |
| 7    | Matti Hautamäki     | Finlandia | 673   |
| 8    | Noriaki Kasai       | Giappone  | 631   |
| 9    | Georg Späth         | Germania  | 557   |
| 10   | Peter Žonta         | Slovenia  | 545   |

### Torneo dei quattro trampolini

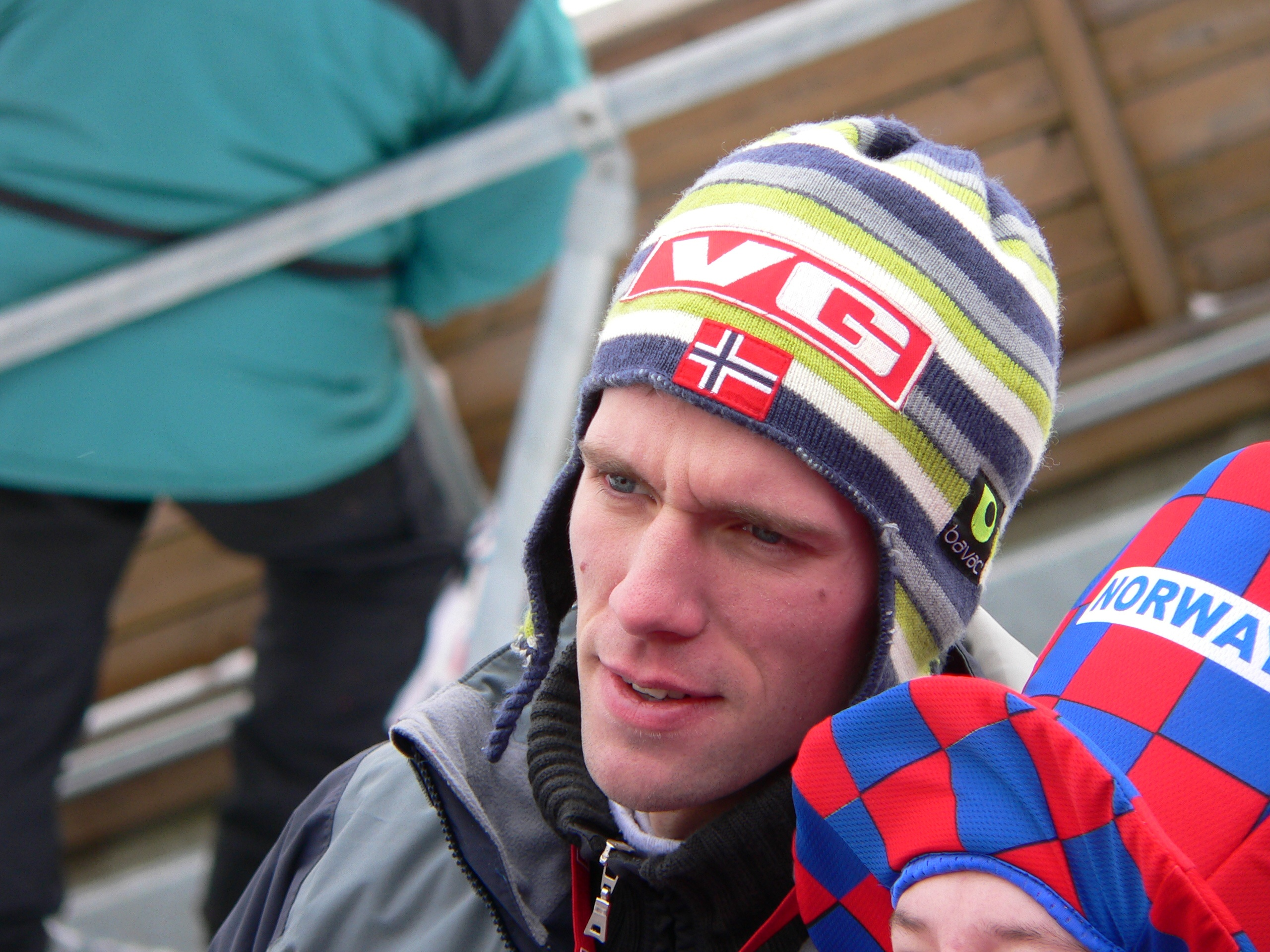
Sigurd Pettersen

| Pos. | Nome               | Nazione   | Punti |
| ---- | ------------------ | --------- | ----- |
| 1    | Sigurd Pettersen   | Norvegia  | 1067  |
| 2    | Martin Höllwarth   | Austria   | 1032  |
| 3    | Peter Žonta        | Slovenia  | 1024  |
| 4    | Thomas Morgenstern | Austria   | 1013  |
| 4    | Janne Ahonen       | Finlandia | 1013  |

### Nordic Tournament

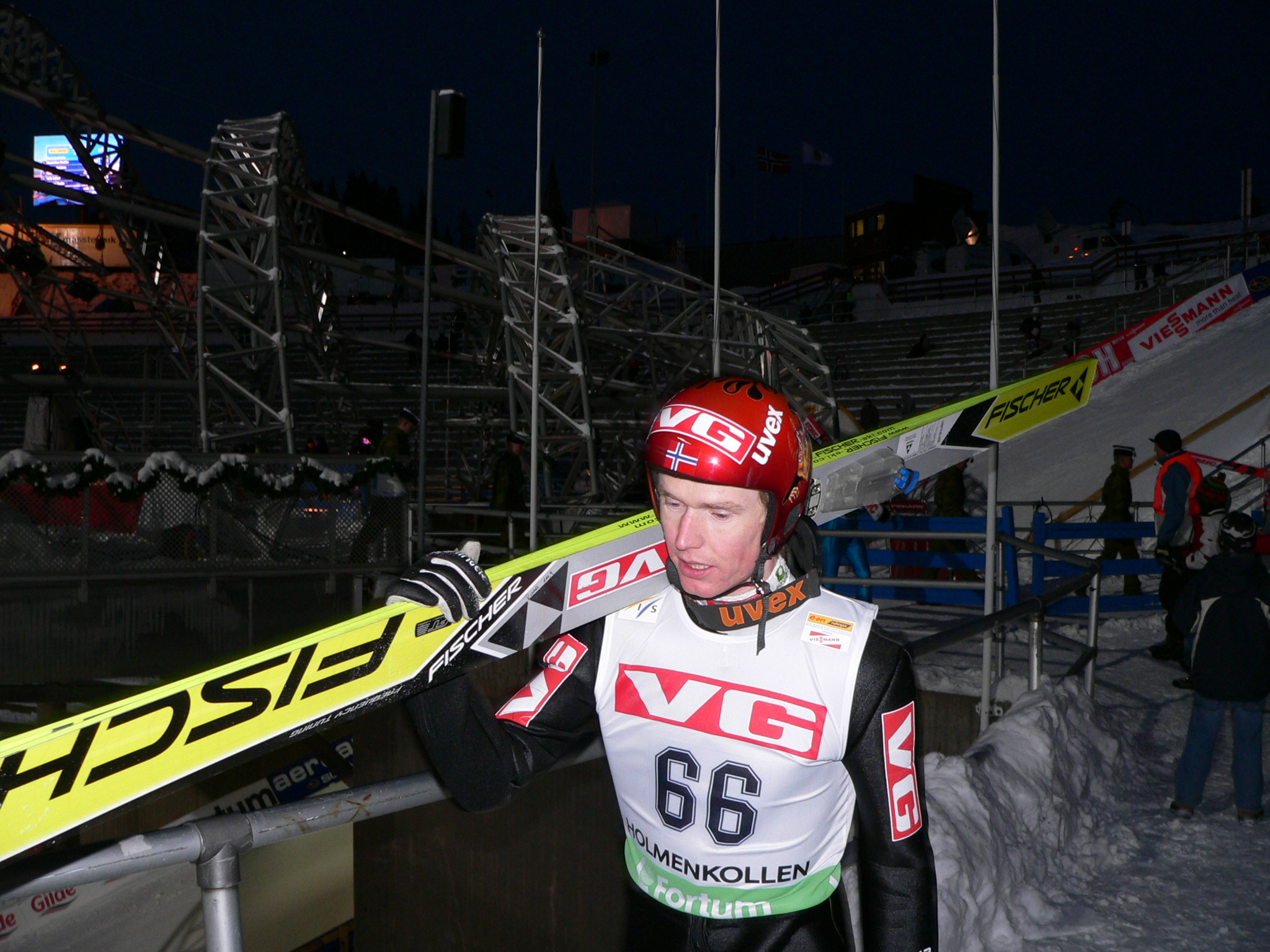
Roar Ljøkelsøy

| Pos. | Nome                | Nazione   | Punti |
| ---- | ------------------- | --------- | ----- |
| 1    | Roar Ljøkelsøy      | Norvegia  | 949   |
| 2    | Bjørn Einar Romøren | Norvegia  | 948   |
| 3    | Simon Ammann        | Svizzera  | 913   |
| 4    | Janne Ahonen        | Finlandia | 896   |
| 5    | Tommy Ingebrigtsen  | Norvegia  | 894   |

### Nazioni
| Pos. | Nazione   | Punti |
| ---- | --------- | ----- |
| 1    | Norvegia  | 5007  |
| 2    | Finlandia | 4042  |
| 3    | Austria   | 2983  |
| 4    | Germania  | 2777  |
| 5    | Giappone  | 1842  |